# Сон Санхён (магистрат)
Сон Санхён (кор. 송상현; 1551, Чонып — 23 мая 1598, Пусан), также встречается Сон Сан Хён — корейский государственный деятель, 60-й глава окружного города Тоннэ (ныне г. Пусан) с 1591 по 1592 год. Прозвище — Токку (кор. 덕구), псевдоним — Чхонгок (кор. 천곡) или Ханчхон (кор. 한천), посмертное имя — Чхуннёль (кор. 충렬).

## Биография
Сон Санхён родился в 1551 году в городе Чонып провинции Чолла-Намдо. Его отец — Сон Бокхын (кор. 송복흥). В 1576 году он сдал экзамен на государственную должность, после чего работал гражданском чиновником и дипломатом. В 1591 году был назначен мэром окружного города Тоннэ.
В 1592 году, когда Япония напала на Корею и японская армия высадилась в Пусанджине, захватив крепость Пусанджинсон, Сон Санхён собрал ополчение против армии Кониси Юкинаги.
После взятия Пусанджина 1-я японская экспедиционная армия под командованием Кониси Юкинаги должна была захватить крепость Тоннэ-ыпсон на центральной части окружного города Тоннэ, чтобы установить полный контроль над южным побережьем провинции Кёнсандо. Крепость находилась на вершине горы и была неприступной. Её гарнизон охранял дорогу, которая вела на север, в Сеул.
25 мая японские силы, захватившие Пусанджин, подошли к Тоннэ и окружили крепость. Кониси Юкинага передал Сон Санхёну послание с требованием: «Сражайся, если хочешь. Если не хочешь — дай дорогу [в Сеул]». Тот в ответ пустил стрелу с запиской, которая попала в щит Кониси: «Я лучше умру, чем дам вам дорогу».
В это время на помощь осаждённым поспешил корейский генерал Ли Гак, командир всех вооружённых сил провинции Кёнсан-Чвадо, но узнав о судьбе защитников Пусанджина, он развернул войско и расположился в безопасном месте, в 10 километрах от крепости.
После полудня 25 мая японские войска пошли на штурм Тоннэ. Несмотря на плохое вооружение и недостаточную выучку, корейцы сдерживали натиск нападающих в течение 8 часов. Ночью 26 мая японцы завладели всеми воротами крепости и вырезали всех военных и гражданских. Сон Санхён пал в неравном бою. Пораженный мужеством и силой Сона, японский генерал Кониси похоронил его с почестями и установил на его могиле деревянную табличку с надписью «Верный патриот».

## Память о Сон Санхёне
В честь Сон Санхёна названа центральная площадь Пусана (самая большая в Южной Корее), а также проспект в районе Тоннэ-гу — Чхуннёль-тэро (буквально «Проспект Чхуннёля»).